# Història de la llengua castellana

Mapa cronològic que mostra l'expansió territorial del castellà.

La història de la llengua castellana mostra l'evolució del castellà al llarg dels segles del seu naixement del llatí vulgar fins a l'actualitat, un procés en què ha incorporat canvis d'estructura morfosintàctica, evolució fonètica i lèxica, així com una expansió geogràfica. Els períodes en què es pot dividir aquesta història són el naixement del castellà, el castellà medieval pur, el castellà clàssic identificat amb l'edat moderna i el castellà modern per a designar els canvis introduïts d'ençà el segle xviii. A diferència d'altres idiomes, les principals innovacions es van produir en les primeres etapes de la formació de la llengua.

## Del llatí al castellà
Abans de l'arribada del llatí a la península Ibèrica es parlaven les anomenades llengües paleohispàniques, especialment la llengua ibèrica, la tartèssica, la lusitana i l'aquità. Tots aquests idiomes actuen com a substrat del castellà, és a dir, influencien la seva formació i fan que difereixi d'altres llengües nascudes a la mateixa època i del mateix origen. Amb la conquesta romana van conviure durant un cert període el llatí parlat pels soldats i enviats imperials i aquestes llengües ibèriques, que s'anaren barrejant. Com que la divisió d'Hispania en províncies tenia en compte les fronteres ètniques, aquest substrat va configurar les primeres diferències dialectals ja al si del castellà més primitiu. Igualment, les diferències socials entre els enviats a cada regió van afectar la configuració del castellà, car al sud i l'est es parlava un llatí més culte, mentre que als indrets de conflicte (nord, oest), el llatí vulgar tenia trets més marcats. Les invasions bàrbares accentuaren les diferències dialectals, car les llengües germàniques actuaren com adstrat de l'incipient castellà.
La pèrdua de la declinació del llatí, que s'inicià amb la caiguda de la terminació, feu que apareguessin marques morfològiques, com la -s del plural (el cas de referència és l'acusatiu i després s'actua per analogia) que tingués més pes l'ordre de les paraules i que proliferessin les preposicions, la majoria, partícules llatines que fixen progressivament el seu significat. Es van reduir els tres gèneres gramaticals a dos, amb una progressiva identificació amb terminacions morfològiques específiques. En el castellà més antic s'aprecia una certa vacil·lació en l'adscripció de gèneres als antics noms neutres i un canvi respecte l'original llatí per similitud amb altres mots del mateix camp semàntic.
Es produí una elisió massiva en el sistema fonològic, que provocà l'aparició d'aplecs consonàntics, com en el cas d'aperire > abrir o bé de mots amb diftong com dēbitam > deuda. Igualment es suprimiren algunes consonants intervocàliques, com comedere > comer, fenomen que continua produint-se en els dialectes meridionals i en la parla relaxada al participi. La diftongació és un altre tret que diferencia el primer castellà de totes les llengües veïnes, mentre que aquesta només apareix en determiats contextos sil·làbics en francès i és inexistent al portuguès, l'espanyol va optar per aquests diftongs com ue o ie. L'accent d'intensitat va prendre ben aviat un valor fonològic.
En el terreny del vocabulari s'aprecia que el llatí que arribà a Hispania és conservador, amb tendència a l'arcaisme, atès que la romanització comançà en un període molt inicial i la llengua local, isolada de les innovacions de la metròpoli, no incorporà els canvis dels segles II ac i posteriors, com per exemple la paraula mesa, derivada de mensa, i que en altres àrees va ser substituïda per tabula.
El primer document escrit en castellà data del segle xi, un fragment d'una pregària, i el primer exemple literari no llatí en castellà és l'Auto de los Reyes Magos, ambdós textos religiosos atès que l'església era l'encarregada de transmetre la cultura en aquella època. Juntament amb aquests testimonis comencen a sorgir documents legals progressivament més abundants.

## La llengua medieval
El castellà medieval es veié afectat per dos fets externs: la invasió musulmana d'Hispània, que provocà la barreja entre castellà i àrab amb les influències mútues consegüents, i la temptativa d'estandardització duta a terme per Alfons X el Savi, que dotà el castellà d'una norma i en fixà el caràcter conservador respecte a altres llengües europees.
Es pot considerar l'àrab com un superestrat, una influència posterior sobre l'estructura ja formada de la llengua (un influx menor que el d'altres idiomes amb què coexistí el castellà per la seva pertinença a una altra família lingüística, allunyada de l'indoeuropeu). Fonològicament s'aprecia un canvi d'accent en alguns mots, amb un augment de les paraules esdrúixoles. On sí que es detecta una traça perdurable és en el vocabulari, car fins a un 15% del lèxic castellà té origen àrab, com per exemple alcohol, aceite, jazmín i cifra.
Alfons X dictà normes per a la traducció i escriptura, com és ara la duplicació de la N per indicar el so /ɲ/, que després es simplificaria en la lletra Ñ. Permeté la convivència de les paraules iniciades amb F- i H-, fruit d'una aspiració que diferenciava el castellà d'altres llengües romàniques i que durant segles es veié com una variant estilística i després de registre. La distinció entre vocals obertes i tancades perdé tota valor fonemàtica, fet que provoca que el sistema vocàlic castellà actual tingui cinc vocals, un dels menys complexos. El rei va recuperar certs mots cultes que s'havien simplificat en la llengua parlada i així va reintroduir grups consonàntics com -pt- o -ct-, com ara a efecto.
Al castellà medieval (segle xiii) sorgeixen els temps verbals composts, construïts amb l'auxiliar "haber", per bé que encara hi ha traces dels composts amb el verb ser (i la concordança del participi que forçava), que romandria com a auxiliar per a la veu passiva, a diferència d'altres idiomes com el francès.

## El castellà clàssic
Al segle xv el castellà es veié profundament influït per les llengües europees de més prestigi, especialment el francès i l'italià, idioma que durant el Renaixement esdevingué el paradigma literari, i exportà nombrosos manlleus de les llengües romàniques. Al mateix temps es produí un auge dels cultismes, fruit de l'humanisme i la seva recuperació del món clàssic.
La gramàtica de Elio Antonio de Nebrija, publicada el 1492, fou la primera dedicada a una llengua romànica i contribuí decisivament a la normativització del castellà, basant-se en el model gramatical del llatí que s'estudiava a les aules. La preocupació per crear un estàndard i reflexionar sobre l'idioma és palès en els diversos diàlegs lingüístics apareguts al segle xvi, entre els quals destaquen els de Juan de Villena i Juan de Valdés.
El segle d'or castellà és el màxim període d'esplendor literària en castellà i constitueix l'apogeu de l'anomenat castellà clàssic. Els trets fonètics més destacables són la pèrdua de l'aspiració de la H, la igualació dels sons representats per les lletres B i V i al castellà meridional dels sons [s] i [θ], tret que passaria a tot l'espanyol d'Amèrica i la reducció del sistema de sibilants. Aquesta reducció feu que els sons [ts] i [dz] es pronunciessin com a [θ], que desaparegués la s sonora ([z]) amb valor de fonema i que s'imposés la [x] en detriment de [ʒ] i [ʃ], sons que sí que es conservaren en altres llengües com el català. El fenomen de confusió entre els sons representats per Y i LL (yeísme) aparegué en aquest període.
El complement directe de persona introduït amb la preposició a, un contrast amb altres llengües, es va imposar al castellà clàssic. Lèxicament va augmentar el vocabulari per derivació. Les formes de tractament (alternança entre tu i vós) determinaren que a la península predominés la primera mentre que la segona perdurà a les colònies, en un tret del conservadorisme habitual en l'evolució lingüística enfront de la metròpolis.
Aquest període està marcat pel predomini absolut a la península (un 80% dels seus habitants parlaven castellà, encara que en moltes zones en una situació de bilingüisme), pel poder de la monarquia.

## El castellà modern
La creació de la Reial Acadèmia Espanyola el 1713, una institució amb l'encàrrec oficial de vetllar per la norma i la unitat de la llengua castellana, suposà un impuls per a l'idioma i l'entrada en una nova etapa històrica, la del castellà modern, caracteritzada per l'enorme expansió a Amèrica. La publicació d'obres canòniques per part de la RAE com és ara el Diccionario de autoridades, una ortografia una gramàtica, feu que aquesta entitat esdevingués el referent indiscutit del castellà.
Ortogràficament es simplificà la relació entre grafia i so, s'introduí de manera definitiva la e- en les paraules que havien iniciat amb una s- davant consonant (especial) per a adequar-les a la pronúncia i, per contra, es reintroduí la H en alguns mots que popularment l'havien perduda. El 1763 desaparegué la doble S i es fixaren les normes d'accentuació bàsiques de la llengua contemporània, amb un sol accent tancat.
El sistema verbal es consolidà, amb la simplificació dels temps de passat a la majoria de zones d'Amèrica i la supressió gairebé total del futur de subjuntiu en l'ús habitual. Els manlleus de la darrera etapa provenen del francès i posteriorment de l'anglès, llengües de prestigi internacional i les més estudiades a les escoles com a segona llengua.
Per a afavorir l'expansió de la llengua de Castella, es creà el 1991 l'Institut Cervantes, que ensenya l'idioma i la seva cultura a estrangers i actua com a ambaixada cultural.